# Spoorlijn Roumazières-Loubert - Le Vigeant
De spoorlijn Roumazières-Loubert - Le Vigeant was een Franse spoorlijn van Roumazières-Loubert naar Le Vigeant. De lijn was 41,8 km lang en heeft als lijnnummer 608 000.

## Geschiedenis
De lijn werd in gedeeltes geopend door de Compagnie du chemin de fer de Paris à Orléans, van Roumazières-Loubert naar Confolens op 31 juli 1887 en van Confolens naar Le Vigeant op 1 mei 1901.
Het personenvervoer tussen Confolens en Le Vigeant werd opgeheven op 15 mei 1939 en Roumazières-Loubert en Confolens op 27 mei 1940. Goederenvervoer werd in gedeeltes opgeheven vanaf 1940. Het gedeelte tussen Roumazières-Loubert en Confolens is sinds 1992 in gebruik als museumlijn.

## Aansluitingen
In de volgende plaatsen is of was er een aansluiting op de volgende spoorlijnen:
Roumazières-Loubert
RFN 609 000, spoorlijn tussen Ruffec en Roumazières-Loubert
RFN 610 000, spoorlijn tussen Limoges-Bénédictins en Angoulême
Le Vigeant
RFN 607 000, spoorlijn tussen Lussac-les-Châteaux en Saint-Saviol